# 축산환경관리원
축산환경관리원(畜産環境管理院, Livestock Environmental Management Institute)은 축산업자의 친환경적인 가축사육환경 조성 및 가축분뇨의 자원화를 통한 이용촉진을 효율적으로 수행하기 위하여 설립된 재단법인이다. 이사회는 축산환경관리원장이 겸임하는 상임 이사장, 농림축산식품부 축산정책국장이 겸임하는 당연직 비상임 이사, 환경부 물환경정책국장이 겸임하는 당연직 비상임 이사, 국립축산과학원장이 겸임하는 당연직 비상임 이사, 농업협동조합중앙회 축산경제대표가 겸임하는 당연직 비상임 이사 등 당연직 비상임 이사 6인, 선임직 비상임 이사 5인, 비상임 감사 등으로 구성된다. 세종특별자치시 한누리대로219 한림프라자 7층에 위치해있다.

## 설립 근거
- 가축분뇨의 관리 및 이용에 관한 법률[4]
- 축산법

## 연혁
- 2010년 7월 30일 민간관리기구 도입 검토 (국무총리실 주관 TF팀)
- 2012년 12월 4일 민간기구 설립(안) 농림수산식품부 장관 보고
- 2013년 11월 14일 『가축분뇨법』 개정

- 제38조의2(축산환경관리원의 설립·운영) 신설
- 2014년 11월 20일 축산환경관리원설립추진위원회 구성
- 2015년 4월 7일 초대 장원경 원장 임명[5]
- 2015년 4월 29일 법인설립 허가 (농림축산식품부)
- 2015년 5월 8일 법인등기 및 사업자등록 완료

## 주요 업무
- 배출시설설치자 또는 처리시설설치자가 설치한 시설에 대한 설치·운영 관련 컨설팅 업무
- 배출시설설치자 또는 처리시설설치자에 대한 지도 및 교육 업무
- 환경친화축산농장 지원 업무
- 퇴비·액비의 품질관리에 관한 업무
- 가축분뇨의 수거·자원화, 퇴비·액비 유통 등 통합관리 업무
- 처리시설 및 처리기술의 평가
- 국가, 지방자치단체 또는 그 밖의 단체로부터 위탁 받은 사업
- 위의 사업에 딸린 업무로서 정관으로 정하는 사업
- 그 밖에 관리원의 목적 달성을 위하여 필요하다고 농림축산식품부장관 또는 환경부장관이 인정하는 사업

## 조직

### 축산환경관리원장 (상임 이사장)

#### 총괄본부장
| - 기획전략팀 - 경영지원팀 | - 시설관리팀 - 유통관리팀 | - 농장지원팀 - 환경분석팀 | - 교육컨설팅팀 - 기술개발팀 |

## 같이 보기
- 국립축산과학원
- 국립환경과학원
- 한국축산경제연구원
- 가축위생방역지원본부
- 한국축산환경시설기계협회
- 한국종축개량협회
- 한국낙농육우협회
- 대한한돈협회
- 축산신문
- 축산경제신문